# Mistříňanka

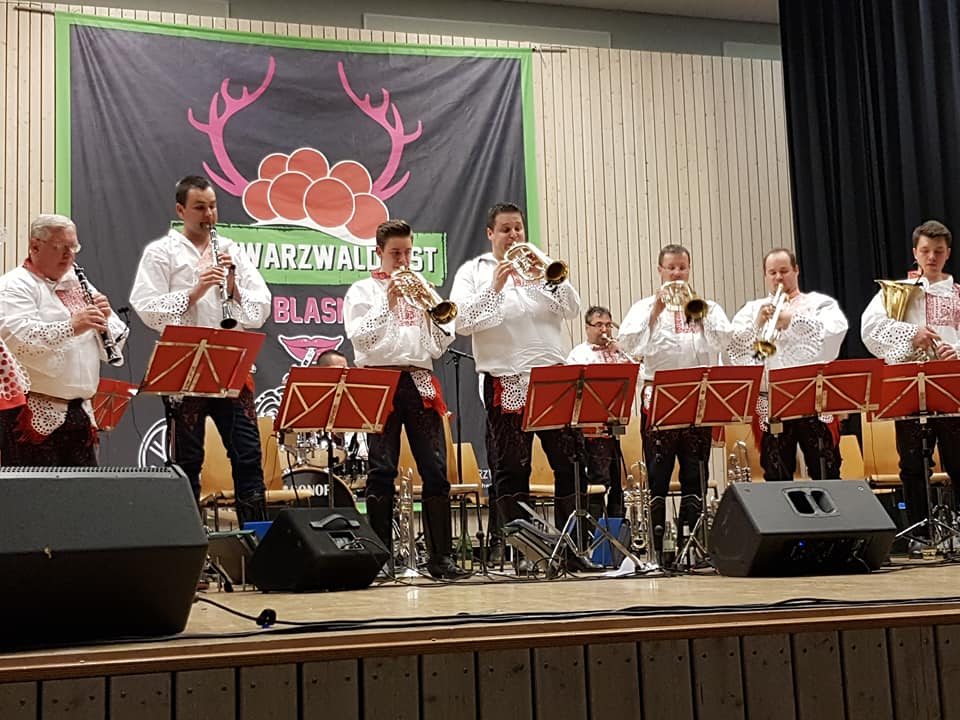
Mistříňanka am 28. April 2018 beim Schwarzwaldfest der Blasmusik in Mönchweiler.

Mistříňanka [ˈmistr̝̊iːˌɲaŋka] ist eine Blasmusikformation aus der Region Südmähren in Tschechien. Sie steht unter der Leitung von Antonín Pavluš. Charakteristisch für Mistříňanka ist das Spiel virtuoser mährischer Blasmusik in kleiner Besetzung, das durch solistische Einlagen ergänzt wird.

## Geschichte
Mistříňanka wurde 1967 auf Initiative von Josef und Antonín Pavluš gegründet, Antonín ist bis heute Kapellmeister. Der Name der Formation ist eine Ableitung aus dem Ortsnamen Mistřín, einem Ortsteil von Svatobořice-Mistřín im Jihomoravský kraj. 1974 gewann Mistříňanka unter dem Dirigat von Josef Frýbort aus Kyjov im Wettbewerb für Blaskapellen der Tschechoslowakei in Kyjov das „Goldene Flügelhorn“. Dieser Erfolg öffnete Mistříňanka den Weg in den Westen, was für private Blaskapellen im Ostblock eine Besonderheit war. Neben Mistříňanka durfte zur damaligen Zeit nur noch Jan Slabáks Moravanka in Westeuropa und den USA auftreten. Die Kapelle gewann in der Folge auch den ersten Preis auf dem Musikfestival in Suhl in der DDR, wohin sie ihre erste Auslandsreise führte.
Mistříňanka knüpft mit ihrer Musik an die Tradition der mährischen Wandermusikanten und Spielleute mit deren meisterlichem Können an. Das Programm der Kapelle ist geprägt von authentischen Liedern und der Volksmusik der Mährischen Slowakei. Die Kapelle und vor allem die Sänger treten in mährischer Tracht auf. Mistříňanka spielt nicht nur ältere z. B. von Metoděj Prajka, sondern auch neue Tondichtungen von Blasmusikkomponisten, die aus der Volksmusiktradition der mährischen Slowakei schöpfen. Dazu gehören vor allem Kompositionen von Miloslav Procházka und dem Kapellmeister Antonín Pavluš.
Seit den 1970er-Jahren hat Mistříňanka Auftritte in Rundfunk und Fernsehen, z. B. in den tschechischen Sendungen „Zpívá celá rodina“ (Es singt die ganze Familie), „Všichni se ptají, komu to hrají“ (Alle fragen, für wen sie spielen), „Sejdeme se na Vlachovce“ (Wir treffen uns auf Vlachovka) und in Silvesterabend-Programmen des tschechischen Fernsehens. Zweimal trat Mistříňanka als Gast in den Karl-Moik-Programmen Musikantenstadl auf, im DDR-Fernsehen wirkte sie im Programm Ein Kessel Buntes mit.
Mehrere Produktionen wurde mit der „Goldenen Schallplatte“ der Firma Supraphon ausgezeichnet. Insgesamt hat Mistříňanka 55 Tonträger produziert, daneben auch Videos und DVDs.
Mistříňanka absolvierte Auslandsauftritte in den USA, Österreich, Deutschland, Niederlande, in der Schweiz, Slowakei, Belgien, Frankreich sowie Luxemburg und nahm an verschiedenen internationalen Wettbewerben teil.
Aus Mistříňanka sind Spitzenmusikanten hervorgegangen, die heute zum Teil eigene Formationen leiten wie z. B. Zdeněk Gurský (Blaskapelle Gloria) oder Miloslav R. Procházka. Mistříňanka hat einen eigenen Musikverlag sowie ein Aufnahmestudio.
Einige ehemalige, mittlerweile verstorbene Mitglieder sind L. Fojtík, J. Lukeš, J. Náplava, J. Novotný, J. Paška, S. Pěnčík und K. Výlet.

## Diskographie
Insgesamt wurden 61 Tonträger (CDs, LPs, MCs; Stand: 2016) sowie Musikvideos und Musik-DVDs produziert.
- 1980: V Mistříně na dolině (In Mistřín, im Tal) – LP, MC, CD
- 1981: Ty falešná frajárko (Du falsche Geliebte) – LP, MC, CD
- 1981: Od Moravy (Musik aus Mähren) – MC
- 1981: Mistříňanka horníkům (Mistříňanka spielt Bergmannsweisen) – SP
- 1982: Chovala mňa moja mamka (Es hielt mich meine Mutter) – SP
- 1982: Pod Strážovským kopcem (Unter dem Straschower Hügel) – LP, MC, CD
- 1983: Okolo Kyjova (Ringsherum um Kyjov) – LP; MC, CD
- 1983: Ze Slovácka (Aus der Mährischen Slowakei) – LP, MC, CD
- 1984: Krásné chvíle (Schöne Stunden) – LP, MC, CD
- 1986: Zavoňala rozmarýnka (Es duftete Rosmarin) – LP, MC, CD
- 1987: Hraj nám muziko (Spiel für uns, Musik) – LP, MC, CD
- 1989: Melodie za volant (Melodien hinter dem Lenkrad) – MC
- 1990: Šohaji z Mistřína (Dorfburschen aus Mistrin) – LP, MC, CD
- 1990: Morava zpívá (Mähren singt) – LP, MC, CD
- 1990: Melodie na dovolenou (Urlaubsmelodien I) – MC
- 1991: Vánoční přání (Lieder zur Weihnacht) – LP, MC, CD, Vi
- 1992: Mistříňanka hraje na přání Dorfkonzert (Mistříňanka spiel auf Wunsch Dorfkonzert) – MC, CD
- 1992: To nejlepší 25 – let / Mistříňanka (Das Beste – 25 Jahre / Mistříňanka) – LP, MC, CD, Vi
- 1993: Pěsnička z Moravy (Mein Liedchen) – Vi
- 1993: Doma je doma (Daheim ist daheim) – MC, CD
- 1994: Mistříňáci to sů chlapci (Mistriner, das sind Burschen) – MC, CD
- 1994: Našel jsem pramínek (Ich fand ein Quellchen) – MC, CD
- 1994: Pěsničko moja (Mein Liedchen) – MC, CD
- 1994: Znám ju dávno (Ich kenne sie seit langer Zeit) – MC, CD
- 1995: Mamko Vám (Für meiner Mutter) – MC, CD
- 1995: Mistříňanka vyhrává (Mistříňanka spielt auf) – MC, CD
- 1996: Sourozenci Baťkovi (Die Geschwister Batka singen) – MC, CD
- 1996: Sólo pro Vás (Solo für Sie) – MC, CD
- 1997: Mistříňanka – 30 let (Mistrinanka 30 Jahre) – MC, CD
- 1998: Zaleť pěsničko (Flieg, Liedchen) – MC, CD
- 1999: Tam za dědinů (Dort hinter dem Dorf) – MC, CD
- 1999: Přátelství (Freundschaft) – MC, CD
- 2000: K dobré náladě (Zur guten Stimmung) – MC, CD
- 2000: Přes Svatobořice (Durch Svatobořice) – MC, CD
- 2001: Melodie přátelům : Melodien den Freunden (Melodien für unsere Freunde) – MC, CD
- 2002: Melodie za volant – II (Melodien hinter dem Lenkrad – II) – MC, CD
- 2003: Melodie na dovolenou – II (Urlaubsmelodien – II) – CD
- 2003: … po 35 letech (…nach 35 Jahren) – MC, CD
- 2003: Na památku (Zur Erinnerung) – CD
- 2004: Nádherná láska (Herrliche Liebe) – CD
- 2004: Zaspala nevěsta (Die Braut verschlief) – MC, CD
- 2004: Šťastné Vánoce (Fröhliche Weihnachten) – CD
- 2005: Nejmilejší (Lieblingslieder) – CD
- 2005: Zazpívajme, kamarádi (Freunde lasst uns singen) – CD
- 2005: Ze vzpomínek (Erinnerungen) – CD
- 2005: Hrajeme pro Vás (Wir spielen für Sie) – DVD
- 2006: V tem Kyjově na rynečku (Auf dem Marktplatz in Kyjow) – CD
- 2007: Moravské sny (Mährische Träume) – CD Mi 47
- 2007: Mistříňanka – 40 let (Mistrinanka – 40 Jahre) – CD
- 2008: Mistříňanka hraje ze srdce – CD und DVD
- 2008: Mistříňanka o Vánocích – DVD
- 2008: Mistříňanka na Slovensku – CD und DVD
- 2009: Moravú letí pěsnička – CD
- 2009: Moravanka a Mistříňanka : To nejleší z Moravy 1 – CD
- 2009: Melodie za volant – III (Melodien hinter dem Lenkrad – III) – CD
- 2010: Dobrý večer frajárečko – CD
- 2011: Jakú to pěsničku začíná – DVD
- 2012: Dojdi můj šohajku – CD
- 2012: Mistříňanka - koncert 45.let – dvoj DV
- 2013: Veselo v Mistříně – CD und DVD
- 2013: Dny zázraků a přání – CD und DVD
- 2014: Jihem Čech a Moravy – CD
- 2015: Za tichú Moravú – CD
- 2015: Vánoční krajinou – CD